# Харсум
Харсум (њем. Harsum) општина је у њемачкој савезној држави Доња Саксонија. Једно је од 40 општинских средишта округа Хилдесхајм. Према процјени из 2010. у општини је живјело 12.002 становника. Посједује регионалну шифру (AGS) 3254020.

## Географски и демографски подаци
Харсум се налази у савезној држави Доња Саксонија у округу Хилдесхајм. Општина се налази на надморској висини од 70 метара. Површина општине износи 49,9 km². У самом мјесту је, према процјени из 2010. године, живјело 12.002 становника. Просјечна густина становништва износи 240 становника/km².

## Међународна сарадња
| Мјесто     | Држава   | Врста сарадње | Од    |
| ---------- | -------- | ------------- | ----- |
| Раутенберг | Аустрија | партнерство   | 1986. |
| Азел       | Аустрија | партнерство   | 1983. |
| Извор      |          |               |       |